# Isole Vergini Americane
Le Isole Vergini Americane o Isole Vergini Statunitensi, ufficialmente in inglese Virgin Islands of the United States, sono un territorio non incorporato degli Stati Uniti d'America. Formano un arcipelago di 53 isole vulcaniche, parte delle Piccole Antille, nel Mar dei Caraibi. Sono nella lista delle Nazioni Unite dei territori non autonomi.
Buona parte della popolazione, composta da vari gruppi etnici di origine africana ed europea, vive nelle isole principali: Saint John, Saint Croix e Saint Thomas. Le isole godono di autonomia amministrativa esercitata da un senato di quindici membri. Gli abitanti, a partire dal 1932, hanno la cittadinanza statunitense. Sull'arcipelago si trova il Parco nazionale delle Isole Vergini.
Il turismo è l'attività principale, sebbene Saint Croix abbia utilizzato fondi statunitensi per sviluppare l'industria, col risultato di aver avuto una delle più grandi raffinerie di petrolio del mondo, ora però quasi del tutto in disuso. Vi si producono inoltre canna da zucchero, rum ed è fiorente l'attività della pesca.

## Storia
Originariamente abitate da varie tribù amerindie (ciboney, caribi e aruachi), le isole Vergini furono così chiamate, in onore di Sant'Orsola e delle sue seguaci vergini, da Cristoforo Colombo, che le raggiunse durante il suo secondo viaggio (1493).
Nei tre secoli successivi furono occupate da spagnoli, inglesi, olandesi, francesi nonché, da ultimo, danesi. Nel 1653 l'isola di St. Croix fu venduta dalla Francia, insieme a St. Martin, St. Barthelomew e una porzione di St. Kitts all'Ordine dei cavalieri di Malta. Ma questi, già nel 1665 rivendettero le isole, con buon guadagno, alla Compagnia francese delle Antille.
Nel 1672 la Compagnia danese delle Indie Occidentali (Dansk Vestindien Kompagni) prese possesso dell'isola di Saint Thomas (Kristiansted). Nel 1694 venne invece occupata Saint John (St. Jan), mentre nel 1733 Saint Croix (St. Kreuz) venne acquistata dalla Francia. Nel 1754 le isole divennero una colonia danese con il nome di Jomfruøerne. Per tutto il XVIII e i primi decenni del XIX secolo l'economia isolana si resse sulla coltivazione della canna da zucchero, realizzata sfruttando il lavoro di schiavi importati dall'Africa.
Al 3 luglio 1848 risale l'abolizione della schiavitù, ottenuta grazie all'intervento dell'allora governatore Peter von Scholten. Questo drastico cambiamento, tuttavia, rese il sistema economico delle Vergini molto debole, tant'è che nei successivi decenni il governo danese si trovò costretto ad effettuare significativi trasferimenti di denaro a favore delle autorità locali. Nel 1867 venne stipulato un trattato con gli Stati Uniti, mai reso efficace, che prevedeva la vendita agli statunitensi di Saint Thomas e Saint John.
Lo scoppio della prima guerra mondiale e, in particolare, lo svilupparsi del conflitto sottomarino tra tedeschi e alleati, resero impossibili i collegamenti tra le isole e la Danimarca. Fu così che gli Stati Uniti, temendo un possibile attacco tedesco, proposero al governo danese di vendere le Vergini. Dopo alcuni mesi di negoziati si stabilì il prezzo di vendita: 25 milioni di dollari. Si pensa che la Danimarca abbia forse subito alcune pressioni nell'accettare la vendita: del resto, i danesi temevano che, nel caso di un'invasione tedesca dello Stato danese, gli Stati Uniti potessero occupare le isole. Oltretutto, il costo del mantenimento della colonia rendeva favorevoli alla cessione pressoché tutti i membri del parlamento danese. Acquistate nel 1916, il passaggio divenne definitivo il 17 gennaio 1917 e gli statunitensi presero possesso delle isole il 31 marzo dello stesso anno. Nel 1927 agli isolani venne concessa la cittadinanza statunitense.
Water Island, una piccola isola a sud di Saint Thomas, non era inclusa nell'atto di vendita originario. Essa, infatti, rimase possedimento della Compagnia danese delle Indie Occidentali sino al 1944, quando venne acquistata dagli Stati Uniti per 10 000 dollari.
Inizialmente amministrata dal governo federale degli Stati Uniti, Water Island divenne parte delle Isole Vergini Americane solo nel 1996.

## Geografia
Le Isole Vergini Americane sono situate nell'Oceano Atlantico, circa 60 km a est di Porto Rico e immediatamente a ovest delle Isole Vergini Britanniche. Fanno parte dell'arcipelago delle Isole Vergini insieme alle Isole Vergini spagnole (amministrate da Porto Rico) e le Isole Vergini Britanniche. Il territorio è formato da quattro isole principali: Saint Thomas, Saint John, Saint Croix e Water Island e una dozzina di isole minori. Le isole principali hanno dei soprannomi usati dagli abitanti dell'arcipelago: "Twin City" (St. Croix), "Rock City" (St. Thomas) e "Love City" (St. John).
Le isole sono conosciute per le loro spiagge di sabbia bianca e per i porti strategici di Charlotte Amalie e Christiansted. La maggior parte delle isole dell'arcipelago è di origine vulcanica. Il punto più alto delle isole è Crown Mountain, Saint Thomas (474 m).
Saint Croix è l'isola più grande, è situata nel sud dell'arcipelago ed è per lo più pianeggiante. Il Parco Nazionale occupa più della metà dell'isola di Saint John, quasi tutta Hassel Island e molti chilometri di Barriera Corallina.
Le Isole Vergini Americane si trovano al confine tra la placca nordamericana e la placca caraibica. I principali rischi naturali sono i terremoti e i cicloni tropicali.

### Clima
Il clima è tropicale, con minime differenze tra le stagioni. Le precipitazioni si concentrano tra maggio e ottobre. La differenza della temperatura massima tra inverno ed estate è di circa 5 °C.
| Mese                  | Mesi | Mesi | Mesi | Mesi | Mesi | Mesi | Mesi | Mesi | Mesi  | Mesi  | Mesi  | Mesi | Stagioni | Stagioni | Stagioni | Stagioni | Anno    |
| Mese                  | Gen  | Feb  | Mar  | Apr  | Mag  | Giu  | Lug  | Ago  | Set   | Ott   | Nov   | Dic  | Inv      | Pri      | Est      | Aut      | Anno    |
| --------------------- | ---- | ---- | ---- | ---- | ---- | ---- | ---- | ---- | ----- | ----- | ----- | ---- | -------- | -------- | -------- | -------- | ------- |
| T. max. media (°C)    | 29   | 29   | 30   | 31   | 31   | 32   | 32   | 32   | 32    | 32    | 31    | 30   | 29,3     | 30,7     | 32       | 31,7     | 30,9    |
| T. min. media (°C)    | 22   | 23   | 23   | 23   | 24   | 26   | 26   | 26   | 26    | 25    | 24    | 23   | 22,7     | 23,3     | 26       | 25       | 24,3    |
| T. max. assoluta (°C) | 34   | 34   | 34   | 36   | 36   | 37   | 37   | 37   | 37    | 36    | 35    | 33   | 34       | 36       | 37       | 37       | 37      |
| T. min. assoluta (°C) | 17   | 17   | 13   | 17   | 19   | 19   | 14   | 15   | 18    | 19    | 11    | 17   | 17       | 13       | 14       | 11       | 11      |
| Precipitazioni (mm)   | 60,5 | 37,6 | 36,1 | 69,6 | 77,7 | 64,3 | 72,4 | 95,0 | 141,7 | 137,7 | 132,8 | 75,2 | 173,3    | 183,4    | 231,7    | 412,2    | 1 000,6 |

## Politica
Le Isole Vergini Americane sono un territorio degli Stati Uniti. Esse tuttavia si amministrano autonomamente, nella forma moderna, solo dal 1936 (con alcune limitate concessioni precedenti del Regno di Danimarca già dal 1852), quando lo U.S. Virgin Islands Organic Act of 1936 autorizzò l’istituzione di un governatore, eletto direttamente ogni quattro anni, e di una Legislatura eletta ogni due anni, entrambi aventi funzioni molto simili a quelle delle istituzioni di un effettivo Stato federato.
Nei riguardi dei rapporti con gli Stati Uniti, le Isole sono strettamente dipendenti da quest’ultimi per affari esteri, cittadinanza, conio, commercio e difesa, nonché per il generale sostentamento. Gli abitanti nati nelle Isole sono considerati statunitensi e possono andare sulla terra ferma senza limitazioni e votare per un proprio membro non-votante alla Camera dei rappresentanti degli Stati Uniti. Non possono tuttavia votare nelle elezioni presidenziali.

## Economia

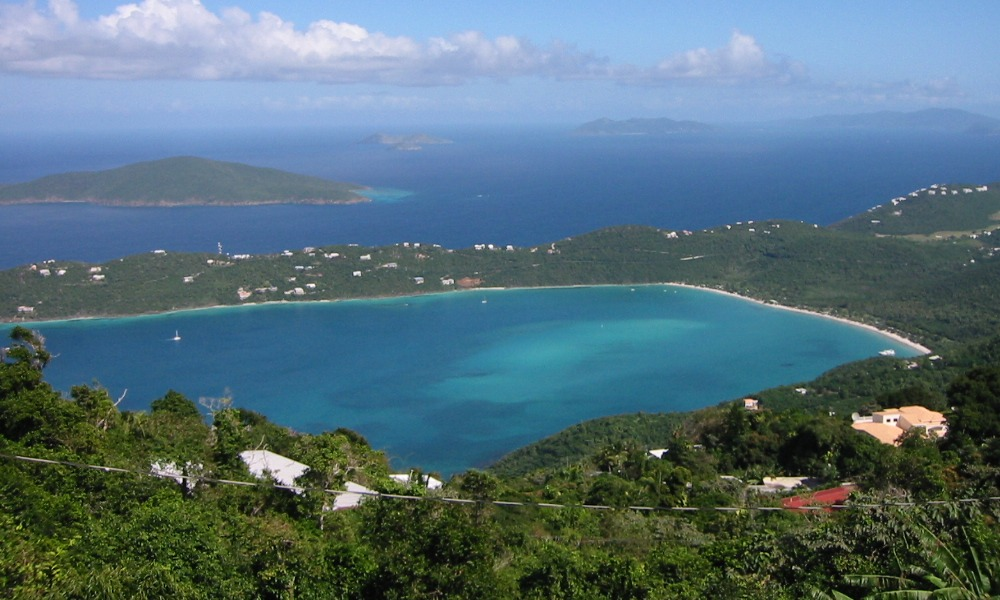
Magens Bay, Saint Thomas

Il turismo è l'attività economica principale. Le isole normalmente ospitano 2 milioni di visitatori l'anno, la maggior parte dei quali proveniente dalle navi da crociera.
Il settore manifatturiero consiste principalmente nella distillazione artigianale del rum. L'agricoltura è poco sviluppata e la maggior parte del cibo viene importato. Gli affari internazionali e i servizi finanziari sono una piccola ma crescente parte dell'economia. Gran parte dell'energia è generata grazie al petrolio importato dell'estero, cosa che rende il costo dell'energia quattro o cinque volte più alto che nel resto degli Stati Uniti. L'energia viene utilizzata anche per la desalinizzazione dell'acqua.

## Sport

### Calcio
La nazionale di calcio delle Isole Vergini Americane è una delle più deboli al mondo, e nella sua storia ha vinto poche partite e contro rappresentative dello stesso livello. La federazione calcistica si è affiliata alla FIFA nel 1998.

### Giochi olimpici
L'unica medaglia olimpica delle Isole Vergini Americane è la medaglia d'argento nella vela vinta da Peter Holmberg, ai Giochi olimpici di Seul 1988.

### Pallacanestro
Il noto cestista Tim Duncan, cinque volte campione NBA con i San Antonio Spurs, nonché Hall Of Famer della suddetta lega professionistica, è nativo di Saint Croix.